# Danmarksstrædet
Danmarksstrædet er navnet på farvandet mellem Grønland og Island.
Det forbinder Ishavet og Atlanterhavet og har en udstrækning på cirka 480 km i længden og 290 km i bredden på det snævreste sted. Gennem strædet passerer den østgrønlandske strøm, som fører isbjerge sydpå til de nordlige dele af Atlanterhavet.
Den østgrønlandske strøm strømmer ud af den vestlige side af Danmarksstrædet og danner Grønlandspumpen, verdens største undersøiske "vandfald" med et lodret fald på ca. 3,5 km, men det kolde vand flyder sidelæns grundet corioliseffekten - og svagt nedad. "Vandfaldet" kaldes en konturstrøm grundet afbøjningen og det langsomme fald. Det kolde vands fald ned gennem det varme vand er langsomt, da koldt saltvand kun har lidt større massefylde end det lidt varmere saltvand.

## Historisk
Den danske orlogsskonnert Ingolf var i 1879 på ekspedition i Danmarksstrædet og foretog temperaturundersøgelser.
Under 2. verdenskrig var der 24. maj 1941 et slag mellem tyske og britiske skibe i Danmarksstrædet, hvor et tysk fremstød mod nordatlanten med skibene Bismarck og Prinz Eugen, Rheinübung, blev hindret, idet Bismarck, efter at have sænket HMS Hood, blev beskadiget og senere sænket af britiske flådeenheder d. 27. maj 1941.